# Arks barnebokpris
ARKs barnebokpris er en norsk litteraturpris for årets bedste børnebog. Prisen blev etableret af boghandlerkæden Ark i 2002. Vinderen bliver valgt af skoleelever i 5., 6. og 7. klasse, indtil 10.000 elever har stemt. ARKs barnebokpris 2012 blev uddelt d. 4. december, kl 14.00 på ARK Egertorget i Oslo
Prisen består af norske 25 000 kroner og et litografi. 

## Vindere
- 2002 – Ruben Eliassen, for Phenomena
- 2003 – Klaus Hagerup, for Markus og Sigmund
- 2004 – Bjørn Ingvaldsen, for Nei vel, da
- 2005 – Sigbjørn Mostue, for Grafbøygen våkner
- 2006 – Endre Lund Eriksen, for Pitbull-Terje og kampen mot barnevernet
- 2007 – Petter S. Rosenlund, for Thomas P.
- 2008 – Endre Lund Eriksen, for En terrorist i senga
- 2009 – Bjørn Sortland, for Bergen-mysteriet
- 2010 – Ingunn Aamodt, for Dukken
- 2011 – Mari Moen Holsve, for Halvgudene
- 2012 – Tina Trovik, for Samuel Sekel og flukten fra Paris
- 2013 – Tom Egeland, for Katakombens hemmelighet
- 2014 – Audhild Solberg, for Kampen mot superbitchene
- 2015 – Bobbie Peers, for Luridiumstyven
- 2016 – Iben Akerlie, for Lars er LOL
- 2017 – Gudrun Skretting, for Anton og andre flokkdyr
- 2018 – Malin Falch, for Nordlys
- 2021 – Arne Svingen, for Snitch
- 2022 – Arne Kristian Lindmo, for Trollheim - Kråkeslottets hemmelighet
- 2023 – Ingvild Bjerkeland, for Udyr

## Øvrige nominerede
De nominerede i 2008 var Sylvelin Vatle med Skatten i dragegrotten; Heine T. Bakkeid med Hjerteknuseren; Endre Lund Eriksen med En terrorist i senga; Jo Nesbø med Doktor Proktors tidsbadekar; Bjørn Ingvaldsen med Den gule flod og Ruben Eliassen med Mare.
De nominerede i 2009 var Bjørn Sortland, for Bergen-mysteriet; Heidi Linde, for Sug; Sturle Brustad, for Langstilkbyen; Mariann Youmans, for Tessy og Tankred – tøffere enn toget; Simon Stranger, for Barsakh.
De nominerede i 2010: Opp ned …. Og litt til siden af Øystein Bache; Nobelmysteriet af Ingeborg Dybvig; Den siste Magiker af Sigbjørn Mostue og Hei, det er meg af Nina Elisabeth Grøntvedt.
De nominerede i 2011: Ingelin Røssland Minus meg; Jan Tore Noreng Dødens skole; Arne Svingen Litt af en plan og Jo Nesbø Doktor Proktor og verdens undergang, kanskje.
De nominerede i 2012: Jørn Lier Horst Salamandergåten (Kagge); Heidi Linde Pym Pettersons mislykka familie (Gyldendal); Levi Henriksen Engelen i Djevelgapet (Cappelen Damm); Tina Trovik Samuel Sekel og flukten fra Paris (Schibsted); Bjørn Sortland Istanbul-mysteriet (Aschehoug)
De nominerede i 2013: Lars Joachim Grimstad: Barna som forsvant (Aschehoug); Tom Egeland: Katakombens hemmelighet (Aschehoug); Heidi Linde: Pym Pettersons mislykka brevvenn (Gyldendal); Tonje Tornes: Kire 1: Hulder (Gyldendal); Arne Svingen: Fluesommer (Gyldendal)
De nominerede i 2014: Lars Joachim Grimstad: Solkongen (Aschehoug); Audhild Solberg: Kampen mot superbitchene (Aschehoug); Alexander Løken: Trollskallen (Cappelen Damm); Tone Almhjell: Vindeltorn (Gyldendal); Arne Svingen: Revolvergutten (Gyldendal)
De nominerede i 2015: Bobbie Peers: Luridiumstyven (Aschehoug); Heidi Linde: Pym Pettersons mislykka skoleball (Gyldendal); Tom Egeland: Mumiens mysterium (Aschehoug); Bjørn Sortland: Kepler 62 – Nedtelling (Piggsvin forlag); Arne Svingen: Med beina på nakken (Gyldendal)
De nominerede i 2016: Tone Almhjell: Maretorn (Gyldendal); Heidi Linde: Pyms mislykka sommerferie (Gyldendal); Gudrun Skretting: Anton og andre uhell (Aschehoug); Bjørn Ingvaldsen: Far din (Gyldendal)
De nominerede i 2017: Siri Pettersen: Bobla (Gyldendal); Ingunn Thon: Ollis (Samlaget); Maria Parr: Keeperen og havet (Samlaget); Gudrun Skretting: Anton og andre flokkdyr (Aschehoug); Eldrid Johansen: Faraos forbannelse (Mangschou)
De nominerede i 2018: Malin Falch: Nordlys (Egmont Kids Media); Line Baugstø: Vi skulle vært løver (Aschehoug); Mina Lystad: Nørd (Aschehoug); Arne Svingen: En himmel full av skyer (Gyldendal); Maja Lunde og Lisa Aisato: Snøsøsteren (Kagge)